# Rueckbeilia
Rueckbeilia (лат. Rueckbeilia) — род бабочек из семейства голубянки. Впервые выделенный
в 2013 году .
Включает два вида:
- Rueckbeilia fergana (Голубянка ферганская) (Staudinger, 1881)
- Rueckbeilia rosei (Eckweiler, 1989)